# Stazione di Rakek
La Stazione di Rakek è una stazione ferroviaria in Slovenia.

## Storia
La stazione fu attivata il 28 luglio 1857, all'apertura della tratta da Lubiana a Trieste, che completava la linea Trieste-Vienna.
Dopo la prima guerra mondiale, la stazione divenne confine fra le Ferrovie dello Stato Italiane e le JDŽ, restando in territorio Jugoslavo.
Nel 1941 con l'annessione della Provincia di Lubiana la linea divenne italiana fino all'8 settembre 1943, quando passò alla Germania che aveva occupato l'Italia.
Dopo la seconda guerra mondiale la stazione passò alla rete jugoslava (JŽ), venendo ribattezzata Rakek, analogamente al centro abitato.
Dal 1991 appartiene alla rete slovena (Slovenske železnice).